# Maler der Trauernden im Vatikan

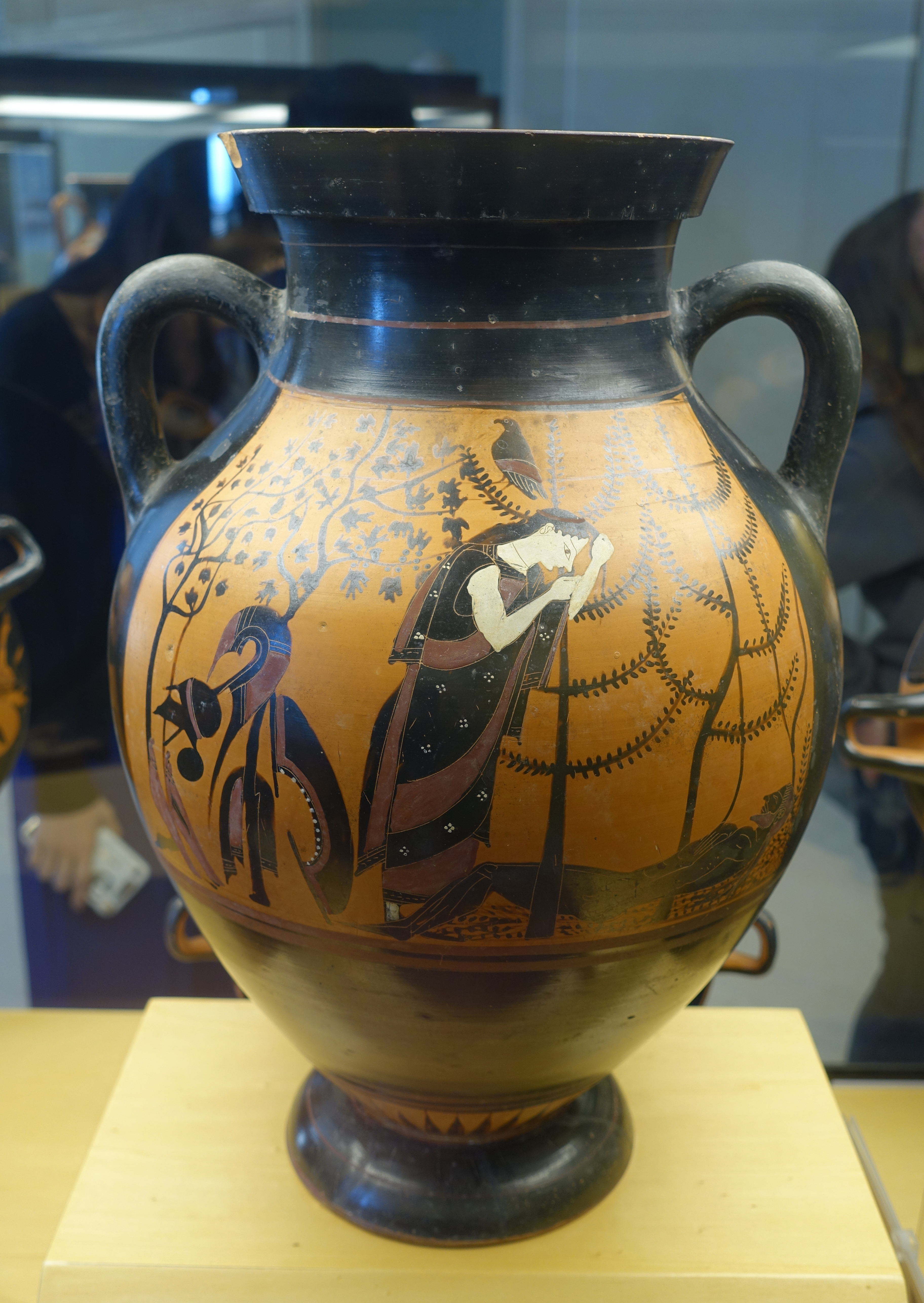
Namenvase in den Vatikanischen Museen

Der Maler der Trauernden im Vatikan (englisch „Painter of the Vatican Mourner“) ist ein attischer Vasenmaler des schwarzfigurigen Stils. Er war in der Mitte des 6. Jahrhunderts v. Chr. tätig und steht der Gruppe E nahe.
Der Maler der Trauernden im Vatikan wurde behelfsweise mit einem Notnamen benannt, da sein echter Name nicht überliefert ist. Seine Namenvase befindet sich in den Vatikanischen Museen und zeigt eine trauernde Frau vor der auf Stroh gebetteten nackten Leiche eines Mannes stehend. Die Deutung ist umstritten: möglicherweise Eos und Memnon, vorgeschlagen wurden aber auch Europa und Sarpedon oder Oinone und Paris. John Boardman bezeichnet ihn als nachdenklichen, aber manchmal ungenauen Künstler.